# Liubenovo, Stara Zagora
Liubenovo (în bulgară Любеново) este un sat în comuna Radnevo, regiunea Stara Zagora,  Bulgaria. 

## Demografie
Componența etnică a satului Liubenovo
     Bulgari (89,43%)
     Turci (4,17%)
     Nicio identificare (6,38%)
     Altele (0%)
La recensământul din 2011, populația satului Liubenovo era de 407 locuitori. Din punct de vedere etnic, majoritatea locuitorilor (89,43%) erau bulgari, cu o minoritate de turci (4,17%). Pentru 6,38% din locuitori nu este cunoscută apartenența etnică.